# Papa-moscas-de-guame
Papa-moscas-de-guame (Myiagra freycineti) foi uma espécie de ave da família Corvidae. Foi endémica da Guame.